# Davide Sanguinetti
Pour les articles homonymes, voir Sanguinetti.
Davide Sanguinetti, né le 25 août 1972 à Viareggio, est un joueur de tennis italien, professionnel de 1993 à 2008.
Durant sa carrière, il a remporté deux tournois en simple et un tournoi en double sur le Circuit ATP. Il a notamment joué plusieurs années pour le compte du Tennis Club de Melun lors des championnats de France Interclubs. Il a atteint son meilleur classement ATP lorsqu'il est devenu 42e joueur mondial le 31 octobre 2005.

## Biographie

### Carrière sportive
Il remporte son premier titre sur le Circuit ATP lors du Milan Indoor le 5 février 2002, battant en finale le Suisse Roger Federer en trois sets (7-6, 4-6, 6-1).

### Reconversion
À la fin de sa carrière, il se lance dans une carrière d'entraîneur. Il fut notamment l'entraîneur de l'Américain Vince Spadea. De février 2011 à 2012, il a entraîné la joueuse de tennis russe Dinara Safina. En 2010, il était consultant technique sportif pour l'ATP Challenger de Caltanissetta. En 2012, il devient entraîneur du joueur de tennis japonais Go Soeda.
En 2017, il fut l'entraîneur de l'Américain Ryan Harrison et du Chinois Di Wu. Il a ensuite entraîné les champions de double Michael Venus et John Peers. Depuis janvier 2024, il entraîne le vainqueur américain des finales ATP Next Gen 2022, Brandon Nakashima.

## Palmarès

### Titres en simple messieurs
| No | Date       | Nom et lieu du tournoi                                        | Catégorie   | Dotation  | Surface         | Finaliste     | Score          |          |
| -- | ---------- | ------------------------------------------------------------- | ----------- | --------- | --------------- | ------------- | -------------- | -------- |
| 1  | 28-01-2002 | Milan Indoor, Milan                                           | Int' Series | 356 000 $ | Moquette (int.) | Roger Federer | 7-62, 4-6, 6-1 | Parcours |
| 2  | 04-03-2002 | International Tennis Championships Delray Beach, Delray Beach | Int' Series | 375 000 $ | Dur (ext.)      | Andy Roddick  | 6-4, 4-6, 6-4  | Parcours |

### Finales en simple messieurs
| No | Date       | Nom et lieu du tournoi                                | Catégorie   | Dotation  | Surface      | Vainqueur          | Score          |          |
| -- | ---------- | ----------------------------------------------------- | ----------- | --------- | ------------ | ------------------ | -------------- | -------- |
| 1  | 04-05-1998 | America's Red Clay Tennis Championship, Coral Springs | Int' Series | 245 000 $ | Terre (ext.) | Andrew Ilie        | 7-5, 6-4       |          |
| 2  | 11-09-2000 | President’s Cup, Tachkent                             | Int' Series | 500 000 $ | Dur (ext.)   | Marat Safin        | 6-3, 6-4       |          |
| 3  | 19-02-2001 | Kroger St. Jude, Memphis                              | Series Gold | 700 000 $ | Dur (int.)   | Mark Philippoussis | 6-3, 65-7, 6-3 | Parcours |
| 4  | 10-02-2003 | Siebel Open, San José                                 | Int' Series | 355 000 $ | Dur (int.)   | Andre Agassi       | 6-3, 6-1       | Parcours |

### Titre en double messieurs
| No | Date       | Nom et lieu du tournoi | Catégorie    | Dotation  | Surface      | Partenaire    | Finalistes                  | Score    |  |
| -- | ---------- | ---------------------- | ------------ | --------- | ------------ | ------------- | --------------------------- | -------- |  |
| 1  | 21-07-1997 | Croatia Open Umag      | World Series | 375 000 $ | Terre (ext.) | Dinu Pescariu | Dominik Hrbatý Karol Kučera | 7-6, 6-4 |  |

### Finale en double messieurs
| No | Date       | Nom et lieu du tournoi    | Catégorie   | Dotation  | Surface         | Vainqueurs                        | Partenaire    | Score     |          |
| -- | ---------- | ------------------------- | ----------- | --------- | --------------- | --------------------------------- | ------------- | --------- | -------- |
| 1  | 30-01-2006 | PBZ Zagreb Indoors Zagreb | Int' Series | 355 000 $ | Moquette (int.) | Jaroslav Levinský Michal Mertiňák | Andreas Seppi | 7-66, 6-1 | Parcours |

## Parcours dans les tournois duGrand Chelem

### En simple
| Année | Open d'Australie | Open d'Australie | Internationaux de France | Internationaux de France | Wimbledon       | Wimbledon       | US Open         | US Open       |
| ----- | ---------------- | ---------------- | ------------------------ | ------------------------ | --------------- | --------------- | --------------- | ------------- |
| 1997  | —                | —                | —                        | —                        | —               | —               | 1er tour (1/64) | J. Novák      |
| 1998  | 2e tour (1/32)   | P. Sampras       | 1er tour (1/64)          | L. Arnold Ker            | 1/4 de finale   | R. Krajicek     | 3e tour (1/16)  | A. Agassi     |
| 1999  | 2e tour (1/32)   | K. Kučera        | 3e tour (1/16)           | G. Rusedski              | 1er tour (1/64) | S. Schalken     | —               | —             |
| 2000  | 1er tour (1/64)  | M. Woodforde     | 1er tour (1/64)          | C. Pioline               | 1er tour (1/64) | J. Bower        | 1er tour (1/64) | A. Calleri    |
| 2001  | 1er tour (1/64)  | C. Pioline       | 1er tour (1/64)          | K. Alami                 | 2e tour (1/32)  | D. Prinosil     | 2e tour (1/32)  | N. Lapentti   |
| 2002  | 1er tour (1/64)  | A. Kim           | 2e tour (1/32)           | G. Kuerten               | 1er tour (1/64) | T. Martin       | 1er tour (1/64) | I. Kafelnikov |
| 2003  | 1er tour (1/64)  | M. Kratochvil    | 1er tour (1/64)          | N. Coutelot              | 1er tour (1/64) | A. Roddick      | 2e tour (1/32)  | F. Verdasco   |
| 2004  | 1er tour (1/64)  | R. Štěpánek      | —                        | —                        | 1er tour (1/64) | G. Rusedski     | 1er tour (1/64) | T. Haas       |
| 2005  | 1er tour (1/64)  | J. Nieminen      | 2e tour (1/32)           | S. Grosjean              | 2e tour (1/32)  | I. Andreev      | 1/8 de finale   | D. Nalbandian |
| 2006  | 2e tour (1/32)   | M. Mirnyi        | 2e tour (1/32)           | R. Štěpánek              | 2e tour (1/32)  | M. Ančić        | 1er tour (1/64) | N. Massú      |
| 2007  | —                | —                | —                        | —                        | 1er tour (1/64) | J. M. del Potro | —               | —             |

N.B. : à droite du résultat se trouve le nom de l'ultime adversaire.

### En double
| Année | Open d'Australie                                                                        | Open d'Australie                                                               | Internationaux de France                                                           | Internationaux de France                                                            | Wimbledon                                                                           | Wimbledon | US Open                                                                                | US Open |
| ----- | --------------------------------------------------------------------------------------- | ------------------------------------------------------------------------------ | ---------------------------------------------------------------------------------- | ----------------------------------------------------------------------------------- | ----------------------------------------------------------------------------------- | --------- | -------------------------------------------------------------------------------------- | ------- |
| 1997  | —                                                                                       | —                                                                              | —                                                                                  | —                                                                                   | —                                                                                   | —         | 2e tour (1/16) D. Pescariu \|\| style="text-align:left;" \| M. Philippoussis P. Rafter |         |
| 1998  | —                                                                                       | —                                                                              | —                                                                                  | —                                                                                   | —                                                                                   | —         | —                                                                                      | —       |
| 1999  | —                                                                                       | —                                                                              | —                                                                                  | —                                                                                   | —                                                                                   | —         | —                                                                                      | —       |
| 2000  | —                                                                                       | —                                                                              | —                                                                                  | —                                                                                   | —                                                                                   | —         | —                                                                                      | —       |
| 2001  | —                                                                                       | —                                                                              | —                                                                                  | —                                                                                   | —                                                                                   | —         | —                                                                                      | —       |
| 2002  | —                                                                                       | —                                                                              | —                                                                                  | —                                                                                   | —                                                                                   | —         | —                                                                                      | —       |
| 2003  | 1er tour (1/32) M. Bertolini \|\| style="text-align:left;" \| W. Black K. Ullyett       | 1/8 de finale F. López \|\| style="text-align:left;" \| M. Bertolini S. Prieto | —                                                                                  | —                                                                                   | —                                                                                   | —         |                                                                                        |         |
| 2004  | 1er tour (1/32) V. Hănescu \|\| style="text-align:left;" \| F. Čermák L. Friedl         | —                                                                              | —                                                                                  | —                                                                                   | —                                                                                   | —         | —                                                                                      |         |
| 2005  | —                                                                                       | —                                                                              | 1er tour (1/32) S. Sargsian \|\| style="text-align:left;" \| M. Llodra F. Santoro  | 1er tour (1/32) G. Galimberti \|\| style="text-align:left;" \| R. Lindstedt A. Peya | 1er tour (1/32) A. Seppi \|\| style="text-align:left;" \| R. Lindstedt R. Söderling |           |                                                                                        |         |
| 2006  | 1er tour (1/32) P. Starace \|\| style="text-align:left;" \| M. Fyrstenberg M. Matkowski | 1er tour (1/32) A. Seppi \|\| style="text-align:left;" \| B. Bryan M. Bryan    | 1er tour (1/32) A. Seppi \|\| style="text-align:left;" \| L. Burgsmüller O. Marach | 1er tour (1/32) F. Volandri \|\| style="text-align:left;" \| A. Clément M. Llodra   |                                                                                     |           |                                                                                        |         |
| 2007  | 1er tour (1/32) G. Simon \|\| style="text-align:left;" \| M. Gicquel F. Serra           | —                                                                              | —                                                                                  | —                                                                                   | —                                                                                   | —         | —                                                                                      |         |

N.B. : le nom du ou de la partenaire se trouve sous le résultat ; le nom des ultimes adversaires se trouve à droite.